# 马基茂
马基茂（1937年—），男，回族，河南开封人，中国高能实验物理学家，曾任中国科学院高能物理研究所研究员。